# 금강대도
금강대도(金剛大道)는 한국의 종교이다.

## 창시
세종특별자치시 금남면 금천리에 본부가 있다. 창시자인 이승여가 탄생한 1874년을 개도 원년으로 삼고 있다. 호가 토암(土庵)인 이승여는 강원도 통천군에서 태어났다. 18세부터 구도와 수련에 정진하여 1906년에 도를 깨쳤다. 1910년에 계룡산으로 내려와 포교하여 수만 명의 신도를 모았다. 본부가 연기로 이전한 것은 1923년이다.
연기의 금천리에는 삼종대성전(三宗大聖殿)이라는 건물을 세우고 금강대도 연화대도 총본부라 불렀다. 총본부에는 삼종개화문이라는 정문과 개도 100년 탑이 서 있다. 여기서 삼종은 유교와 불교, 도교의 유불선을 뜻한다. 포교 초기에는 대종교와 유사하게 국조 단군 숭배로 출발하였으나 점차 유불선과의 접목이 이루어졌고, 이후 도주 부부를 신앙 대상으로 삼게 되었다.

## 발전
일제강점기에 민족 종교로 파악되어 심한 탄압을 받았다. 일제는 금강대도가 일본 불교에 편입되기를 원했으나 제2대 도주였던 이성직의 거부로 여의치 않았다. 이 때문에 1941년 법당에 난입한 경찰에 의해 수십 명이 연행되어 옥사한 사망자가 발생하고 건물도 파괴되었다. 이 사건은 조선총독부 중추원 참의였던 공주 갑부 김갑순의 밀고로 일어났다는 설이 있다.
1964년부터 제1대 도주인 이승여 부부와 제2대 도주인 청학(靑鶴) 이성직 부부의 뒤를 이은 제3대 도주 이일규가  이끌고 있다. 이일규는 이승여의 손자이자 이성직의 장남이며 호는 월란(月鸞)이다. 창도주 토암과 아들 청학, 손자 월란의 3대는 건부(乾父)로, 그 부인들인 자암(慈菴), 보단(寶丹), 향련(香蓮)는 곤모(坤母)로 신앙한다. 이일규에 따르면 금강대도의 중심 사상은 '의성'(義誠) 이고, 구원은 건부와 곤모를 정성껏 믿고 가르침을 실천하면 얻을 수 있다.

## 경전 및 부설 기관
경전은 이승여의 《대원경(大圓經)》, 이성직의 《대정경(大正經)》, 이일규의 《대방경(大方經)》이 있으나 대외적으로 공개되지 않는다. 2001년부터 매년《 종리학연구》라는 학술지를 발행하고 《성경(誠敬)》이라는 소식지도 발행하고 있다. 금강삼종대는 금강대도가 설립한 학교이다.

## 참고자료
- 김형수 (2003년 3월 7일). “충남 연기 금강대도 총본원”. 종교신문. 2005년 12월 26일에 원본 문서에서 보존된 문서. 2008년 5월 7일에 확인함.